# Chiesa cristiana avventista
La Chiesa cristiana avventista, (Advent Christian Church oppure Advent Christian General Conference) è una chiesa millerita dei cristiani avventisti fondata solo unicamente sugli insegnamenti del predicatore battista William Miller e nata dalla fusione dell'Unione della vita e dell'avvento di George Storrs con l'associazione cristiana avventista.
Sebbene le denominazioni di Chiesa cristiana avventista e Chiesa cristiana avventista del settimo giorno siano somiglianti, le due entità non hanno niente a che fare tra di loro. È vero che essa stessa è avventista, però è priva della dicitura "del settimo giorno". La Chiesa cristiana avventista si è particolarmente distinta nella storia dell'avventismo per avere una teologia di tipo battista, fatta esclusione per la dottrina della "negazione dell'immortalità dell'anima" non condivisa dal Battismo.
Forte dell'eredità battista diretta da Miller, la Chiesa cristiana avventista si distingue nell'ambito avventista specialmente per l'osservanza del "primo giorno", della domenica anziché del sabato, e perché essa non riconosce il ministerio profetico di Ellen Gould White.

## Storia
Anche se la Chiesa cristiana avventista è stata fondata a Salem, nel Massachusetts, nel 1860, la formazione della chiesa ha le sue radici dirette negli insegnamenti iniziati dal predicatore battista William Miller di Pittsfield, nel Massachusetts. Per molti anni, William Miller ha studiato le profezie registrate nel libro di Daniele dell'Antico Testamento ed il libro della Rivelazione del Nuovo Testamento. Dopo molti calcoli, ha annunciato nel 1831 che il secondo avvento si sarebbe verificato nel 1843 o nel 1844. Migliaia di persone gli credettero, dopo aver venduto tutti i loro beni. I suoi seguaci, chiamati milleriti aspettavano la seconda venuta di Cristo e la fine del mondo, e perciò sono rimasti delusi quando la profezia non si è avverata come sperato all'inizio.
Dopo la grande delusione nel fallimento profetico del 22 ottobre 1844, molti dei seguaci di William Miller si allontanarono dall'avventismo, mentre una buona parte di essi (verosimilmente la maggioranza), una volta superato lo shock, cercarono di trovare una soluzione e/o una giustificazione razionale all'errore. Il 29 aprile del 1845 nella città di Albany (New York) si tiene uno dei più importanti meeting nella storia dell'avventismo post-22 ottobre 1844, alla quale partecipano praticamente tutti i principali leader del movimento: Himes, Elon Galusha, Josiah Litch e Sylvester Bliss, nonché lo stesso William Miller. La Conferenza generale di Albany (New York), che ha avuto inizio nel 1845, è stata una delle principali cause della nascita della Chiesa cristiana avventista.
La Chiesa cristiana avventista ha le sue radici in questo gruppo. Jonathan Cummings (1817-1894), un discepolo di Miller, che azzerava la previsione di William Miller della venuta di Cristo nel 1854, è stato anche influente sugli individui che hanno fondato la Chiesa cristiana avventista. Una terza radice dei cristiani avventisti si trova nel luogo della dottrina dell'immortalità condizionale dell'anima tra predicatori avventisti come Charles F. Hudson (1795-1881) e soprattutto George Storrs (1796-1879).

## Dottrine
Rifiutare ciò che essi credono come filosofia greca e platonica, rifiutare la dottrina dell'immortalità dell'anima, era ed è un imperativo categorico della Chiesa cristiana avventista, ed essi hanno insegnato che anche se l'uomo è stato creato per l'immortalità, che l'immortalità era stata incamerata dalla caduta di Adamo. Essi credono che solo i redenti possono ricevere la vita eterna, i morti inconsciamente si attendono la risurrezione e il giudizio finale. Al momento della sentenza, i malvagi sarebbero pronti a soffrire la totale estinzione. Questi insegnamenti li separavano, in origine, da alcuni altri fedeli all'interno dello stesso movimento millerita. La Chiesa cristiana avventista, pur essendo essa stessa avventista, forte dell'eredità diretta di Miller, ha una teologia di tipo battista. Tra le varie credenze della Chiesa cristiana avventista, la dottrina principale include la fede nella Bibbia come l'infallibile regola di fede e di pratica, la salvezza per tutti condizionata sul pentimento, e tenere una posizione ortodossa sulla natura trinitaria di Dio. Hanno inoltre posto una forte enfasi posta sulla fede e fedeltà a Dio, e sull'imminente ritorno di Gesù Cristo.
La dottrina dello "stato di incoscienza intermedio dei morti" e "immortalità condizionale" rimane tuttavia la principale dottrina che caratterizza la Chiesa cristiana avventista e che ha influenzato attraverso la figura di George Storrs (1796-1879) tutto l'intero avventismo e poi, successivamente, anche gli Studenti biblici di Charles Taze Russell. Sono tutti comunque convinti che la morte è una condizione di perdita di coscienza a tutte le persone, giusti e malvagi, una condizione che rimarrà invariata fino alla risurrezione in seconda venuta di Cristo, a il quale i giusti riceveranno la vita eterna, mentre i malvagi saranno "puniti con la distruzione eterna,« la sofferenza completa estinzione di essere li separa da alcune altre denominazioni evangeliche e movimenti del protestantesimo. Questo è comunemente chiamato sonno dell'anima.
La chiesa accetta due ordinanze il battesimo in acqua per immersione, e la cena del Signore. Importanti e noti teologi della Chiesa cristiana avventista, hanno inoltre sostenuto una visione storicistica del Libro biblico dell'Apocalisse di Giovanni, e, più recentemente considerare come una descrizione di eventi a partire dal momento della prima chiesa fino alla Seconda venuta di Cristo. Nel ministero, la Conferenza generale della Chiesa cristiana avventista collabora per le missioni mondiali, la formazione universitaria privata nella Aurora University di Aurora (Illinois) di proprietà della Chiesa cristiana avventista, la diffusione delle varie pubblicazioni della ACGC Publications Advent Christian General Conference, le case ed i molti campi della vita cristiana in genere. La Conferenza generale della Chiesa Cristiana Avventista si riunisce ogni tre anni.

## Diffusione
La sede principale ed il quartier generale della Chiesa cristiana avventista si trova a Charlotte, nella Carolina del Nord.
Nel 2006, la Chiesa cristiana avventista aveva circa 25.600 membri in 293 chiese solamente negli Stati Uniti, non molto diverso da quelle che aveva con 28.300 membri nel 1925, con l'adesione relativamente stabile nel corso degli anni successivi. La più grande concentrazione di chiese è nella parte orientale sulla costa degli Stati Uniti, ma ha anche una forte presenza missionaria soprattutto in Nuova Zelanda, oltre che in India, Giappone, Malaysia, Filippine, Messico, Honduras, Croazia, Nigeria, Liberia e Ghana. Non è presente in Italia. Inoltre, essi sostengono oggi di avere complessivamente oltre 100.000 membri a livello internazionale.

## Missione ed Ecumenismo
Con un lavoro missionario presente in 35 paesi del mondo, specialmente in Nuova Zelanda, la Chiesa cristiana avventista conserva l'appartenenza al Consiglio evangelico di responsabilità finanziaria, alla Chiesa evangelica Associazione missioni estere, ed all'Associazione Nazionale degli evangelici.
La Chiesa cristiana avventista mantiene uno spirito di forte Ecumenismo specie con le varie Chiese battiste degli Stati Uniti d'America. La Chiesa cristiana avventista, che non è peraltro presente in Italia, oggi tuttavia è principalmente nota e conosciuta storicamente perché da una sua dissidenza dell'Unione della vita e dell'avvento di George Storrs con l'Associazione cristiana avventista, è nato il Movimento Studenti della Bibbia di Charles Taze Russell, che particolarmente nel gruppo maggiore che ne è derivato, i Testimoni di Geova, ha adottato una teologia che esce decisamente dall'ambito protestante.

## Curiosità
- Il simbolo adottato ed usato dalla Chiesa cristiana avventista è un pesce (Ichthus), come era in uso per i primi cristiani che lo collocavano nelle catacombe. Esso è posto sopra il globo terrestre con una croce stilizzata sullo sfondo.
- Nel 1870, all'età di diciotto anni, Charles Taze Russell frequentò un gruppo di studio avventista del ministro Jonas Wendell, della Chiesa cristiana avventista.
- Una predica dell'avventista Jonas Wendell, un ministro della Chiesa cristiana avventista, aiutò Charles Taze Russell a superare una crisi spirituale, ristabilendo in lui la fede nell'ispirazione divina della Bibbia.
- Charles Taze Russell poi collaborò con l'avventista Nelson H. Barbour, direttore della rivista Herald of the Morning della Chiesa cristiana avventista di Rochester e, insieme a George Storrs (anch'egli membro della Chiesa cristiana avventista), finanziò la rivista in qualità di condirettore per via di alcune comunanze di vedute religiose. Per qualche tempo condivise, almeno in parte, alcune affermazioni di Nelson Barbour, un membro della Chiesa cristiana avventista di George Storrs, sul ritorno di Cristo. C.T. Russell collaborò con Barbour al giornale di quest'ultimo: lHerald of the Morning ("l'Araldo del mattino"); è in queste pagine che si preannunciava la fine del mondo, o più precisamente il rapimento in cielo degli eletti, proiettandola nell'anno 1878. Nel 1878 Russell troncò i rapporti con Barbour. Secondo quanto riportato da un libro edito dai testimoni di Geova nel 1993, il motivo fu: